# Ouest canadien

Carte mettant en évidence les provinces concernées.

L'Ouest canadien (en anglais : Western Canada) est une région rassemblant les provinces situées dans l'ouest du Canada. Il compte la Colombie-Britannique, l'Alberta, la Saskatchewan et le Manitoba. Ces trois dernières provinces sont connues sous le nom collectif de « Prairies canadiennes ».

## Histoire

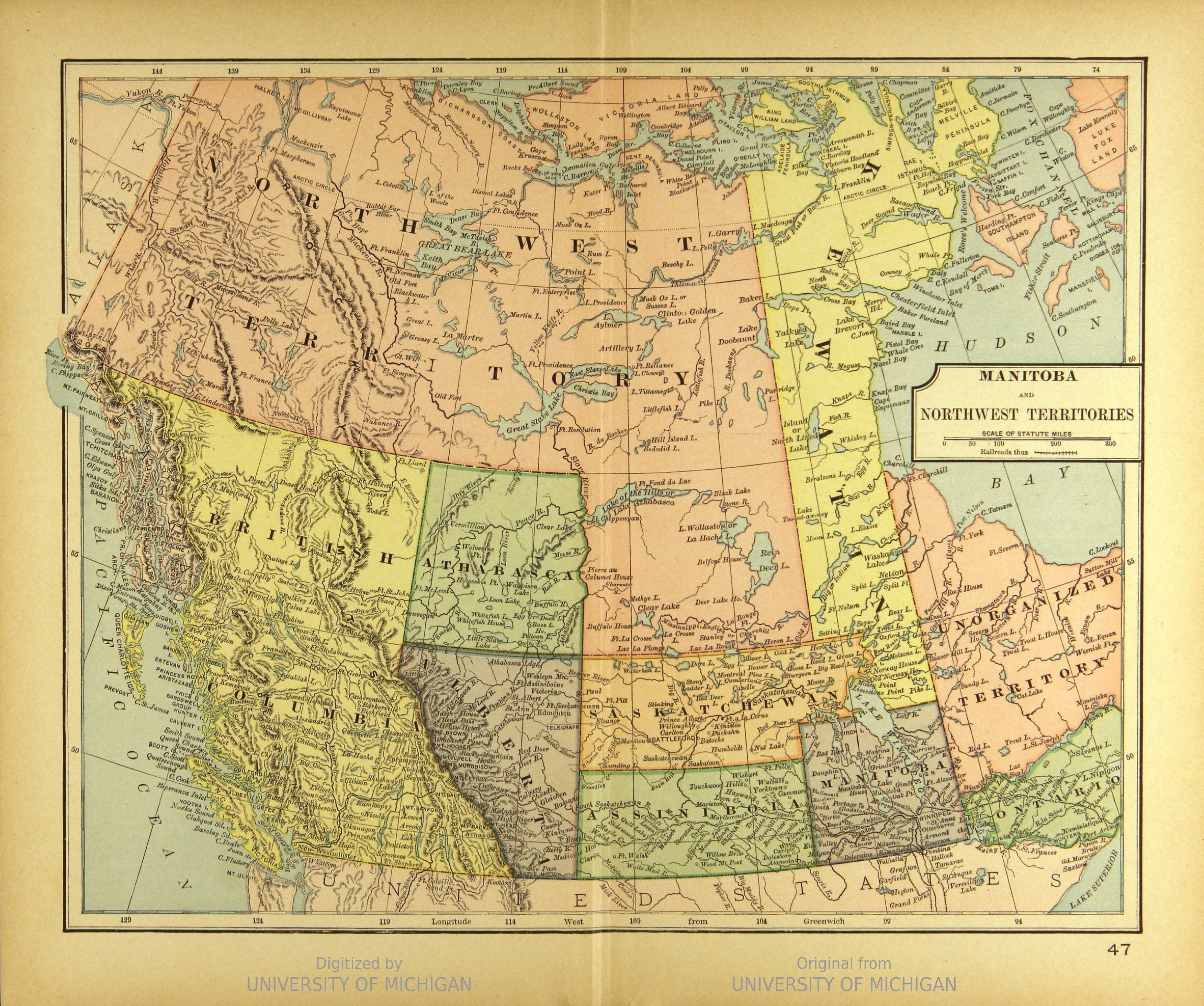
Carte de l'Ouest canadien, 1864

Au début des années 1690, on constate déjà sur le territoire la présence d'explorateurs anglais dont Henry Kelsey. Ces derniers établissent quelques forts dans la région.
En 1872, la Loi des terres fédérales ouvre à la colonisation quelque 198 millions d'acres (80 millions d'hectares) de terres dans l'Ouest canadien et prévoit une colonisation systématique et ordonnée de la région en exigeant, avant tout établissement, que les lots soient arpentés et indiqués sur une carte, qui sera conservée dans le registre foncier de la localité. Pour répondre à cette exigence, le gouvernement divise le territoire en un immense échiquier d'environ 1,25 million de lots.
Lorsque les trois provinces des prairies accèdent au statut de province de la Confédération canadienne (le Manitoba en 1870, l’Alberta et la Saskatchewan en 1905), on ne leur reconnaît pas le contrôle sur leurs ressources naturelles, un droit pourtant accordé aux autres provinces en vertu de l'Acte de l’Amérique du Nord britannique. Le gouvernement fédéral veut garder ce contrôle afin d’assurer l’intégration rapide de ce provinces dans l’économie canadienne.
Ce traitement inégal soulève le mécontentement dans l’Ouest canadien, où l’on reproche au gouvernement de faire passer les priorités nationales avant celles des provinces. En 1930, des lois concernant le transfert des ressources naturelles reconnaissent finalement ce déséquilibre et cèdent aux provinces des Prairies la compétence sur les terres de la couronne et les ressources naturelles à l’intérieur de leurs frontières.

## Géographie

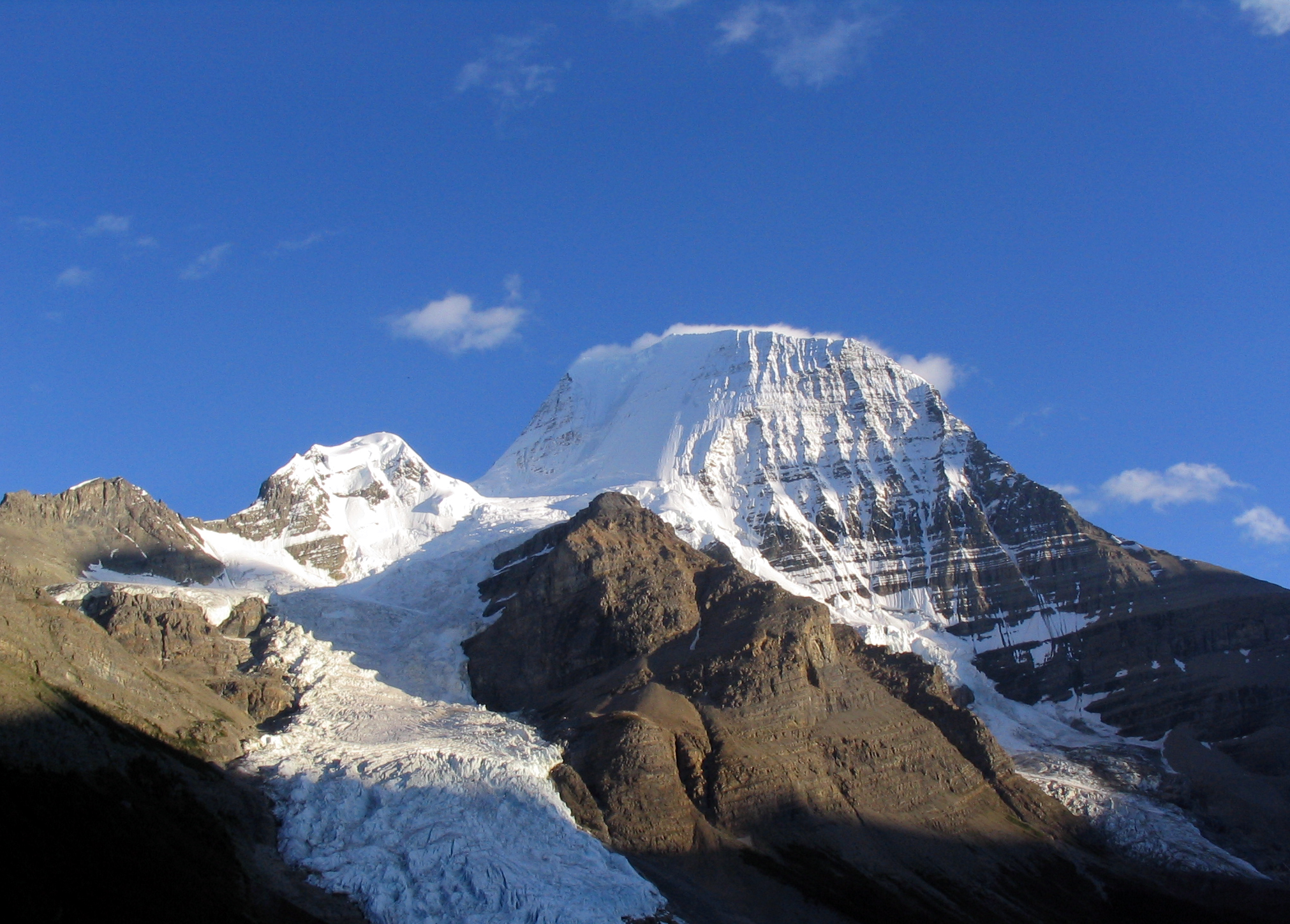
Mont Robson, point culminant des Rocheuses canadiennes

La Colombie-Britannique est adjacente à l'océan Pacifique, mais l'Alberta et la Saskatchewan sont sans littoral. Le Manitoba a accès à la baie d'Hudson au nord-est, où est situé le port de Churchill.
La région côtière de la Colombie-Britannique et de l'île de Vancouver jouissent d'un climat tempéré océanique grâce à l'influence de l'océan Pacifique et ont températures similaires aux îles Britanniques. L'hiver est typiquement humide et l'été relativement sec. Ces régions jouissent du climat le plus tempéré au Canada, les températures chutant rarement bien en dessous de zéro. L'intérieur de la province est plus sec, avec des hivers plus froids et des étés beaucoup plus chauds.
Près de l’océan Pacifique, la forêt est très charnue en conifères géants. Plus on se dirige vers les montagnes, plus la végétation diminue, et on y voit de petits conifères et la toundra vers les sommets. Les précipitations sont abondantes, ce qui favorise la pousse d'immenses arbres comme les thuyas, tout en provoquant plusieurs inondations. Dans les montagnes, la température varie davantage, et plus les régions sont en hauteur, plus la température refroidie et moins il y a de précipitations. L’océan amène un vent chaud et humide dans ces régions. La vallée de l’Okanagan est reconnue pour ses vergers et ses vignes.
L'Alberta côtoie les Rocheuses canadiennes, et le sud de la province bénéficie de conditions climatiques modérés, qui sont connues sous le nom de chinooks, où des vents chauds élèvent la température suffisamment pour profiter d'une gamme complète de sports d'hiver et, occasionnellement, une partie de golf. Le climat de la province est exceptionnellement variable, et des températures appropriées aux manches courtes peuvent apparaître en janvier et février, et il tombe fréquemment de la neige en août.
La Saskatchewan et surtout le Manitoba subissent des conditions climatiques extrêmes. Les hivers dans ces deux provinces peuvent être très rigoureux, avec des vents arctiques et des températures de −40 °C. Les températures hivernales maximums varient en moyenne entre −10 °C et −15 °C. Le climat extrême au Manitoba a engendré le surnom « Winterpeg » pour Winnipeg, la capitale. En revanche, l’été peut être extrêmement chaud, avec des températures dépassant les 35 °C.

## Politique
En politique canadienne, le terme « l'Ouest » est souvent utilisé comme synonyme pour les penchants prétendument conservateurs des Canadiens occidentaux, en contraste avec le supposé progressisme du Canada central. Les régions côtières de la Colombie-Britannique sont une exception à la règle, ainsi que la ville de Winnipeg, au Manitoba, qui sont généralement beaucoup moins conservatrices. Le Nouveau Parti démocratique est né dans la Prairie canadienne et bénéficie d'un soutien important au Manitoba et en Alberta notamment, bien que la vision du parti se soit orienté vers une philosophie plus centriste au fil du temps, surtout dans le cas de la Saskatchewan.
En Colombie-Britannique, dans le début des années 1900, seuls les hommes de 21 ans et plus blancs et britanniques qui sont propriétaires possèdent le droit de vote, bien qu’ils ne représentent que 20% de la population. Le premier ministre de l’époque, Richard McBride, est le chef du parti au pouvoir et dirige le gouvernement composé par la majorité des députés élus. McBride est conscient de l'enjeu politique du moment et sait quelles conséquences il pouvait engendrer. Malgré cela, ce n'est seulement qu’en 1953 que toutes les personnes majeures auront le droit de voter.
Fin 2019, le Nouveau Parti démocratique formait le gouvernement provincial de la Colombie-Britannique. Le Parti progressiste-conservateur était au pouvoir en Alberta, le Parti saskatchewanais en Saskatchewan, et le Parti progressiste-conservateur au Manitoba.
Les provinces de l'Ouest sont représentées au Parlement du Canada par 92 députés à la Chambre des communes (C.-B. : 36, Alberta : 28, Saskatchewan et Manitoba : 14 chacun) et 24 sénateurs au Sénat (6 pour chaque province). De ces 92 députés, 68 sont conservateurs, 13 sont libéraux, 9 sont néo-démocrates et 2 sont indépendants. Ces provinces sont les plus insistantes dans leurs appels pour des réformes aux Sénat puisquu'ils considèrent que l'Ontario, le Québec et les Provinces maritimes sont surreprésentées.
Les conditions climatiques et économiques ont contribué à une émigration nette du Manitoba et de la Saskatchewan vers l'Alberta et la Colombie-Britannique, où l'économie est plus forte. En effet, la population actuelle de la Saskatchewan est à peine plus grande qu'elle ne l'était en 1931.

## Économie
La Colombie-Britannique dans les années 1905 est une province avec une grande diversité de richesses. Tout commence avec le commerce des fourrures, qui laisse ensuite place à l'or. Après une surexploitation de ces ressources, celles-ci sont vite épuisées. La population explore donc le territoire afin de trouver d'autres richesses, telles que le cuivre et l'argent.
Par la suite, l'exploitation des mines est une nouvelle ressource importante en Colombie-Britannique. La forte croissance de l'industrie minière entraîne de nombreux ouvriers à trouver un emploi dans ce domaine.
De plus, la forêt dense et imposante de l'Ouest en 1905 favorise les domaines de la construction et de la production de pulpe et de papier, ce qui permet l'essor de l'industrie forestière et plusieurs opportunités de travail pour les bûcherons. Le commerce entre la Colombie-Britannique et les Prairies canadiennes est très présent puisque ces sont les principaux acheteurs de bois de la côte ouest.
Grâce à l'accès privilégié à l'océan Pacifique, la pêche est une autre ressource naturelle qui fait partie de la réalité des années 1900. La grande diversité d'espèces de poissons, telles que le hareng, le flétan et le saumon, permet une pêche fructueuse.
Pour finir, le climat doux de l'Ouest canadien favorise l'agriculture et permet une récolte abondante de blé, d'avoine et de foin, mais aussi de tabac, de fruits et de légumes.

## Sport

### Athlétisme
En athlétisme, le marathon de Vancouver a lieu chaque année au mois de mai.

### Hockey sur glace
En hockey sur glace, la division Pacifique de la Ligue nationale de hockey (LNH) compte les équipes professionnelles des Flames de Calgary, des Oilers d'Edmonton et des Canucks de Vancouver, et la division Centrale compte les Jets de Winnipeg comme représentants de la région. Il y a aussi un championnat junior propre à la région : la Ligue de hockey de l'Ouest (LHOu).

### Soccer
En soccer, la seule équipe professionnelle représentant la région est les Whitecaps de Vancouver, qui évoluent en Major League Soccer (MLS).

## Source
- Jeffrey S. Murray, Des terres gratuites!, coll. « Le Vécu des immigrants: Immigrer et s'installer en terre canadienne », Bibliothèque et Archives Canada, 2006-03-27